# Rakousko na Zimních olympijských hrách 1998
Rakousko na Zimních olympijských hrách 1998 v Naganu reprezentovalo 96 sportovců, z toho 73 mužů a 23 žen. Nejmladším účastníkem byl Julia Lautowa (16 let, 137 dní), nejstarším pak Alois Stadlober (35 let, 318 dní). Reprezentanti vybojovali 17 medailí, z toho 3 zlaté 5 stříbrných a 9 bronzových.

## Medailisté
| Medaile | Jméno                                                                        | Sport           | Disciplína                    |
| ------- | ---------------------------------------------------------------------------- | --------------- | ----------------------------- |
| Zlato   | Mario Reiter                                                                 | Alpské lyžování | kombinace – muži              |
| Zlato   | Hermann Maier                                                                | Alpské lyžování | obří slalom – muži            |
| Zlato   | Hermann Maier                                                                | Alpské lyžování | super G – muži                |
| Stříbro | Stephan Eberharter                                                           | Alpské lyžování | obří slalom – muži            |
| Stříbro | Hans Knauss                                                                  | Alpské lyžování | super G – muži                |
| Stříbro | Alexandra Meissnitzerová                                                     | Alpské lyžování | obří slalom – ženy            |
| Stříbro | Michaela Dorfmeisterová                                                      | Alpské lyžování | super G – ženy                |
| Stříbro | Markus Gandler                                                               | Běh na lyžích   | 10 km stíhací závod – muži    |
| Bronz   | Christian Mayer                                                              | Alpské lyžování | kombinace – muži              |
| Bronz   | Hannes Trinkl                                                                | Alpské lyžování | sjezd – muži                  |
| Bronz   | Thomas Sykora                                                                | Alpské lyžování | slalom – muži                 |
| Bronz   | Alexandra Meissnitzerová                                                     | Alpské lyžování | super G – ženy                |
| Bronz   | Christian Hoffmann                                                           | Běh na lyžích   | 50 km volný styl – muži       |
| Bronz   | Angelika Neuner                                                              | Saně            | jednotlivci – ženy            |
| Bronz   | Andreas Widhölzl                                                             | Skoky na lyžích | jednotlivci můstek K90 – muži |
| Bronz   | Reinhard Schwarzenberger Martin Höllwarth Stefan Horngacher Andreas Widhölzl | Skoky na lyžích | můstek K120 – družstvo mužů   |
| Bronz   | Brigitte Koeck                                                               | Snowboarding    | obří slalom – ženy            |